# 開き盲目
『開き盲目』（あきめくら）は日本のロックバンド、マリア観音の7枚目のアルバム。平山裕士が運営する自身のレーベル「エレクトレコード」より1999年にリリースされた。

## 解説
- プロデュースは木幡東介。
- ジャケットは平野勇が手掛けた。
- コントラバス奏者河崎の加入によりフリー・ジャズの要素が加わった。
- 1997年に小森が失踪[2]、1998年に平野が脱退[2]。その後メンバーが再集結して録音された。

## 収録曲
1. 晴天白日 (10:11)
2. 背徳の扉 (8:09)
3. 日和見主義的集団自殺 (4:07)
4. 擬態 (6:08)
5. 開き盲目 (5:14)
6. 絶滅 (8:30)
『東夷偽史先住民拙言滅裂多仁』で再録音されている。
「泥濘」の歌詞が挿入されている。
7. 死神の詩 (7:42)

（作詞・作曲：木幡東介）

## 参加メンバー
- 木幡東介：ヴォーカル/ドラム (#2)/パーカッション (#4)/トランペット (#5)/尺八 (#4)/銅鑼 (#1,#6)
- 小森雅彰：オルガン (#1,#2,#3,#6)/エレクトリック・ピアノ (#1,#4,#7)/キーボード (#1,#2,#3,#5,#7)/コーラス
- 河崎純：エレクトリック・アップライト・ベース
- 平野勇：ドラム